# Glíboki Iar
Glíboki Iar (en ucraïnès: Глибокий Яр) és un poble de la República Autònoma de Crimea, a Ucraïna, que el 2014 tenia 592 habitants. Pertany al districte de Bakhtxissarai. Fins al 1945 la vila es deia Ulaklí.

## Població
Segons les dades del 2001 la composició de la població de la vila de Gluboki Iar d'acord amb la llengua que empren és la següent:
| Llengua  | %     |
| -------- | ----- |
| Rus      | 56,96 |
| Tàtar    | 29,77 |
| Ucraïnès | 9,22  |
| Altres   | 0,65  |